# Hookeriopsis pallidifolia
Hookeriopsis pallidifolia är en bladmossart som beskrevs av Geheeb och Theodor Carl Karl Julius Herzog 1910. Hookeriopsis pallidifolia ingår i släktet Hookeriopsis och familjen Hookeriaceae. Inga underarter finns listade i Catalogue of Life.